# Phoebus (Vorname)
Phoebus, auch Phöbus, ist ein männlicher Vorname und das Gegenstück zum weiblichen Vornamen Phoebe.

## Bekannte Namensträger
- Messius Phoebus Severus, römischer Senator im 5. Jahrhundert
- Uri Phoebus ha-Levi (um 1678), jüdischer Drucker in Amsterdam
- Aaron Uri Phoebus Hart, erster Großrabbiner von Großbritannien im 18. Jahrhundert
- Phöbus Philippson (1807–1870), deutscher Schriftsteller
- Phoebus Levene (1869–1940), litauisch-amerikanischer Chemiker

## Pseudonym
- Selbstbezeichnung Gastons des III., französischer Graf und Feldherr des 14. Jahrhunderts

## Figuren in Kunst und Literatur
- Phöbus Böhlaug, eine der Hauptfiguren in Joseph Roths Roman Hotel Savoy
- Phoebus de Châteaupers, Figur in Victor Hugos Roman Der Glöckner von Notre-Dame
- Name des Apollon, eines Haupthelden in Georg Friedrich Händels Oper Die verwandelte Daphne